# Franz-Josef Wokittel
Franz-Josef Wokittel (* 2. Dezember 1938 in Lanisch, Kreis Breslau; † 5. September 2020 in Erfurt) war ein deutscher römisch-katholischer Geistlicher.

## Leben
Nach der Vertreibung aus Schlesien kam Wokittel nach Erfurt, wo er am Heinrich-Mann-Gymnasium Erfurt das Abitur ablegte. 
Von 1957 bis 1961 studierte er in Erfurt Katholische Theologie am  Philosophisch-Theologischen Studium, der heutigen Katholisch-Theologischen Fakultät der Universität Erfurt. Das Sakrament der Priesterweihe spendete ihm 1963 Weihbischof Joseph Freusberg im Erfurter Dom. 
Von 1963 bis 1966 wirkte Wokittel als Kaplan und Dekanatsjugendseelsorger in Nordhausen, anschließend von 1967 bis 1970 als Pfarrkurat in Gerstungen und als Seelsorgereferent für das Dekanat Eisenach.
35 Jahre lang, von 1970 bis 2005, war er Pfarrer der Kirchengemeinde St. Severi auf dem Erfurter Domberg.
In der Zeit des Umbruchs in der DDR war er einer der Moderatoren des Runden Tisches. Nach der Wende übernahm er neben seinem Dienst im Städtischen Klinikum auch noch 12 Jahre lang die Straffälligenseelsorge in der Justizvollzugsanstalt Erfurt. Ab 1997 war er auch Pfarrer der Erfurter Pfarrei St. Martini.
2004 wurde Franz-Josef Wokittel vom Ministerpräsidenten Dieter Althaus der Verdienstorden des Freistaats Thüringen verliehen. Im Jahr 2015 trat Pfarrer Wokittel in den Ruhestand. Er verstarb am 5. September 2020 in Erfurt.